# Hydractinia piscicola
Hydractinia piscicola is een hydroïdpoliep uit de familie Hydractiniidae. De poliep komt uit het geslacht Hydractinia. Hydractinia piscicola werd in 1932 voor het eerst wetenschappelijk beschreven door Komai. 